# Robert Charlebois
Robert Charlebois (Montreal, 25 juni 1944) is een zanger, muzikant en acteur uit Quebec. Hij brak bij het grote publiek door in 1968 met het nummer Lindberg.
Charlebois is de auteur van Je veux de l'amour, dat door Raymond van het Groenewoud werd gecoverd als J'veux de l'amour.